# إكس وآخرون ضد النمسا
إكس وآخرون ضد النمسا قضية حقوق إنسان حُسمت في عام 2013 من قبل المحكمة الأوروبية لحقوق الإنسان (ECtHR). تتمحور هذه القضية حول ممارسة حكومة النمسا التمييز ضد مواطنين نمساويين ضمن علاقة مثلية، إذ إن صياغة القانون المدني العام النمساوي لم تمنح الشركاء المثليين غير المتزوجين الحق في تبني أطفال بعضهم، وهو حق يمنح بشكل قانوني للشركاء غير المتزوجين من جنسين مختلفين.
يعتبر الباحثون القانونيون الدوليون هذه القضية أول اعتراف بحق الشريك المثلي غير المتزوج في تبني طفل\ة شريكه في الدول الأوروبية المشاركة في الاتفاقية الأوروبية لحقوق الإنسان (ECHR). وقد نظرت المحكمة الأوروبية لحقوق الإنسان في الحكم المبني على الحماية ضد التمييز التي وضعت كجزء من مجموعة حقوق مجتمع الميم LGBT في أوروبا.

## معلومات أساسية

### حقوق التبني لمجتمع الميم في الاتحاد الأوروبي
وُضعت حقوق مجتمع الميم في عدد من البلدان المختلفة استجابةً لتحول في المواقف الاجتماعية تجاه هذا المجتمع. تتعلق بعض هذه الحقوق بالأبوة، والتي تتضمن الأحكام القانونية المتعلقة بحقوق الأبوة والتي يمكن منحها للأفراد الذين يعرّفون أنفسهم على أنهم من مجتمع الميم.
التبني هو أحد حقوق الوالدين المثليين والمعترف بها في بعض الدول الأوروبية. ومع ذلك فقد واجه مجتمع الميم تاريخياً صعوبة في اكتساب الحق القانوني في التبني، وحالياً فقط 19 من أصل 56 دولة أوروبية جعلت التبني قانونياً لأفراد مجتمع الميم. حيث كانت هناك معارضة عامة واسعة النطاق لفكرة تبني المثليين، وهذه المعارضة كانت تنبع من القلق بشأن التنشئة الصحية للأطفال ضمن أسر مثلية. كان هناك ميل واسع للاعتقاد بأن الطفل بحاجة لوالدين من جنسين مختلفين لينشأ بشكل سليم. هذا الرأي كان سبباً لتبرير فرض القيود على التبني للأزواج المثليين. ولكن بدأ الموقف الاجتماعي بالتغير تجاه مجتمع الميم، وبدؤوا يكتسبون حقوقاً قانونية بشكل تدريجي. كما خلص البحث العلمي في تطور الطفولة إلى أن الأطفال الذين يكبرون في أسر مثلية لا يعانون الحرمان.
قانون حقوق الإنسان هو مجموعة من القوانين التي تغطي الأفراد المثليين وحقهم في العيش في المجتمع. يخضع نظام حقوق الإنسان للاتفاقية الأوروبية لحقوق الإنسان داخل الاتحاد الأوروبي. ما يجعل الانتهاكات المزعومة لحقوق الإنسان من قبل دولة شريكة في الاتفاقية داخل الاتحاد الأوروبي عرضة للطرح أمام المحكمة الأوروبية لحقوق الإنسان.
عُرض التبني للأزواج المثليين سابقاً أمام المحكمة عدة مرة. في عام 1999 قضت المحكمة الأوروبية لحقوق الإنسان أنه في سياق منح الحضانة لأحد الوالدين فإن الاختلاف في المعاملة على أساس اعتبارات الميول الجنسية فقط غير مسموح به من قبل المحكمة الأوروبية لحقوق الإنسان. بدايةً نظرت المحكمة الأوروبية لحقوق الإنسان في حق المثلي أو المثلية في التبني في قضية فريت ضد فرانس. حيث وجدت المحكمة الأوروبية لحقوق الإنسان أن حرمان رجل مثلي وحيد من حق تبني طفل لم ينتهك الاتفاقية الأوروبية لحقوق الإنسان. في قضية إي بي وفرانس فرّقت المحكمة بين هذه القضية وقضية فريت، حيث أقرت أن التمييز على أساس الميل الجنسي كان غير مقبول بموجب الاتفاقية الأوروبية لحقوق الإنسان. أخيراً وفي قضية غاس ودوبوا ضد فرنسا سعت امرأتان تعيشان علاقة مثلية للحصول على حق تبني إحداهما لأطفال الأخرى، ولكن حين رفضت الحكومة الفرنسية طلبهما، قامتا بالطعن في القضية أمام المحكمة الأوروبية للحقوق الإنسان، ولكن وجدت المحكمة أن الأشخاص المتزوجين فقط يستطيعون الوصول لهذا النوع من التبني، فغير القادرين على الزواج لن يتمكنوا من الحصول على الحقوق القانونية للمتزوجين.

## قرار المحكمة الأوروبية لحقوق الإنسان

### التاريخ السابق للقضية
كانت إكس وشريكتها تعيشان علاقة مثلية مستقرة، شريكة إكس كانت متزوجة سابقاً ولديها طفل من زوجها السابق، طلبت إكس موافقة المحكمة لتبني طفل شريكتها بحيث تزول علاقته بوالده البيولوجي وأقاربه وتبقى علاقته بأمه كما هي تماماً. لكن والد الطفل العارف بحقوقه القانونية في الأبوة رفض منح الموافقة على التبني. أراد المدّعون من المحكمة أن تتجاهل رفض الأب للموافقة لأنه أظهر أقصى درجات الخصومة تجاه الأسرة.
أقر القانون النمساوي العديد من أشكال التبني المختلفة، ومع ذلك فقد منع الشركاء المثليين من تبني أطفال بعضهم وفقًا للمادة 182 (2) من القانون المدني النمساوي. وتنص المادة 182 (2) على تبني الشريك لطفل الآخر في حال كانا متزوجين فقط، لكنها لم تمنع هذا الحق لغير المتزوجين من جنسين مختلفين. أبرمت إكس اتفاقية تبني وأرسلتها إلى المحكمة المحلية النمساوية للموافقة عليها مع علمها المسبق بالرفض. وقد جادلت المحكمة المحلية بأن الأب رفض إعطاء موافقته وأن التبني الذي طُلب لم يكن ممكنًا على أي حال بموجب القانون النمساوي. بناءً على هذا الحكم تقدمت إكس وشريكتها بطلب إلى المحكمة الدستورية في النمسا لإعلان أن المادة 179 غير دستورية لأنها تنطوي على تمييز ضدها على أساس ميولها الجنسي. وادعت بأن المحكمة كانت ستقوم بفحص دقيق (للأخذ برفض الأب أو لا) لو كان المتقدمون زوجين من جنسين مختلفين. ولكن في حالتها فقد رفض طلبها على أي حال بموجب القانون النمساوي وحُرمت من حقها في الأخذ بالحقائق في طلب التبني. ولكن رفضت المحكمة الدستورية في النمسا القيام بذلك ولم تقبل الطلب.

### حقائق
استأنفت إكس وشريكتها وطفلها البيولوجي القضية أمام المحكمة الأوروبية لحقوق الإنسان كجهة مشتركة.
وبعد المداولات رأت الدائرة الكبرى للمحكمة الأوروبية لحقوق الإنسان بأغلبية 10-7 أن الحكومة النمساوية انتهكت المادة 8 والمادة 14 من الاتفاقية الأوروبية لحقوق الإنسان. فوجدت المحكمة أنه ليس شرعياً حرمان الشريكتين من حق التبني مثل أي شريكين من جنسين مختلفين غير متزوجين في علاقة مستقرة.

### المادتان  8 و14 من الاتفاقية الأوروبية لحقوق الإنسان
لاحظت المفوضية الأوروبية لحقوق الإنسان أن المتقدمين الثلاثة يعيشون معاً في وضع يشبه أي أسرة مكونة من جنسين مختلفين.
وفرت الاتفاقية الأوروبية لحقوق الإنسان إطار حقوق الإنسان الذي درسته المحكمة فيما يتعلق بقوانين التبني النمساوية. ترتبط المادتان 8 و14 بموضوع التبني في مجتمع الميم. حيث تنص المادة 8 على أن «لكل شخص الحق في احترام أسرته وحياته الخاصة، ومنزله ومراسلاته»، وتحظر المادة 14 التمييز على أي أساس مثل «الجنس أو العِرق أو اللون أو اللغة أو الدين أو الرأي السياسي أو الأصل القومي أو الاجتماعي أو الارتباط بأقليَة أو ولادة أو ممتلكات أو أي وضع آخر». في حين أن المادة 8 حق جوهري تمنحه الاتفاقية الأوروبية لحقوق الإنسان، فإن المادة 14 تعتمد على المواد الأخرى لأنها تحمي الحريات التي منحتها المواد الأخرى في الاتفاقية.
نوهت المحكمة أن الحكومة النمساوية لم تضطر إلى توسيع حالة تبني طفل الشريك لتشمل الشركاء من جنسين مختلفين ولأنها فعلت ذلك كانت مطالبةً بتبرير لعدم شمول ذلك للشركاء المثليين. جادلت الحكومة النمساوية بأن القانون المدني النمساوي مبرر على أساس أنه يهدف إلى إعادة تهيئة الظروف البيولوجية لوحدة الأسرة، وينبغي أن يكون هامش التقدير واسعاً في حالة التبني وأنه لا يوجد إجماع رسمي في أوروبا على قضية تبني طفل الشريك. هامش التقدير هو مفهوم قانوني في ولاية الاتحاد الأوروبي يأخذ موقفاً نسبياً تجاه قضايا حقوق الإنسان في الدول الأوروبية المختلفة. ويسمح بمعايير مختلفة عندما لا تتوافق الدول الأوروبية بشكل واضح في الآراء بشأن مسألة معينة. ومع ذلك عارضت اللجنة الأوروبية لحقوق الإنسان حيث خلصت إلى أن عدم توسيع نطاق الحق ليشمل الشركاء المثليين هو تمييز ضدهم وينتهك حقهم المنصوص عليه في المادة 8 من حيث احترام الحياة الخاصة والأسرية وقرنها بالمادة 14.

### الرأي المخالف
أصدر القضاة السبعة المعارضون رأياً مشتركاً. فقد اعتبروا أن رفض تبني طفل الشريك لم يكن انتهاكاً لاتفاقية حقوق الطفل الأوروبية، نظراً لأن المحكمة لم يكن يجب أن تدرس تشريع الأمر، بل الظروف الخاصة في القضية، لأنه كان من غير المؤكد ما إذا كان التبني في هذه القضية في صالح الطفل.

## الدور في القرارات والسياسة اللاحقة
على الرغم من أن القرار يبدو مهماً في توسيع نطاق حقوق مجتمع الميم في التبني، لكن المحكمة ذاتها قد حددت نطاق حكمها بعناية. فقد اختارت صياغة القضية بشكل محدود، فاعتبرت القضية قضية تمييز بين الشركاء المثليين والشركاء من نفس الجنس، بدلًا من أن تكون اتخاذ قرار في حق تبني طفل الشريك.
شكّك معلقون آخرون بهذا التفسير، واعتبروا أن أهمية هذه القضية هي كونها المرة الأولى التي تعترف فيها المحكمة الأوروبية لحقوق الإنسان بحق تبني طفل الشريك للشركاء المثليين غير المتزوجين.